# International Dance Organization
Die International Dance Organization (IDO) ist ein offizieller, unabhängiger, politisch neutraler Non-profit Welttanz- und Tanzsportverband für Performing Arts, Street Dance/Urban und Paartänze. Sitz ist Slagelse, Dänemark. Mitglieder der IDO sind nationale Tanzverbände; nur Non-Profit-Organisationen können beitreten. Die bisher größten IDO-Meisterschaften, die über eine Woche laufen, sind die World Dance Olympiad in Moskau um den 1. Mai und die Tanzwoche in Riesa mit Stepp- und Showtanz Ende November.

## Geschichte
Die IDO wurde am 18. September 1981 von den vier Ländern Frankreich, Gibraltar, Italien und Schweiz gegründet. Der Gründer und erste Generalsekretär war der Italiener Moreno Polidori.
Führung der IDO:
- IDO General Sekretär Moreno Polidori, Italien (1981–1998)

Seit 1998 wird die IDO vom IDO-Präsidenten geleitet:
- Nils Håkan Carlzon, Schweden (1998–2008)
- Bill Fowler, USA (2008–2011)
- Jörn Størbraten, Norwegen (2011–2014)
- Michael Wendt, Deutschland (2014–2020)
- Velibor Srdic, Bosnien-Herzegowina (acting president  2020-2022)
- Velibor Srdic, Bosnien-Herzegowina (seit 2022)

## Aufbau
Das IDO Executive Presidium (EPM) führt das Tagesgeschäft und besteht aus dem Präsidenten, dem Senior Vice President und der Geschäftsführung. Das IDO Präsidium besteht aus der EPM und sechs Vizepräsidenten denen auch mit speziellen Aufgaben zugeteilt werden können.
Nils Håkan Carlzon, Bill Fowler und Michael Wendt wurden mit der Ehrung Honorary Lifetime Presidents ausgezeichnet.
Die Wahl des Präsidiums erfolgt in einem gestaffelten System, nach dem der Präsident, der Senior Vice President, der Executive Secretary/Schatzmeister sowie zwei Vizepräsidenten (A, B) im 1. Jahr gewählt werden, die vier weitere Vizepräsidenten (C, D, E, F) im 3. Jahr gewählt werden. Dies jeweils für eine Laufzeit von vier Jahren. Die drei Department Directors für Performing Arts, Street Dance und Paartänze werden alle vier Jahre während ihres jährlichen Abteilungstreffen (Annual General Assembly – AGA) gewählt und gehören ebenfalls dem Präsidium ab, jedoch ohne Stimmrecht. Dies gilt auch für die Repräsentanten der Continental Conferences von Afrika, Amerika, Asien/Ozeanien und Europa.
Die AGA ist auch verantwortlich für alle Änderungen der Statuten und Verordnungen. Die ADMs sind verantwortlich für die Tanzsportregeln, welche durch die AGA ratifiziert werden. Um Experten in jedem Gebiet die Möglichkeit zu geben, Abteilungsangelegenheiten auf der Ebene der Tänzer zu diskutieren, hat die IDO u. a. die folgenden Komitees und Abteilungen eingerichtet:
- Wertungsrichterkomitee (Adjudication committee)
- Disziplinarkomitee (Disciplinary committee)
- Schulungskomitee (Education committee)
- Abteilung für Paartanz (Couple Dance department)
- Abteilung für Performing Arts (Performing Arts department)
- Abteilung für Street Dance (Street Dance department)

### Mitgliedschaften weltweit und Aufbau
IDO hat über 90 Mitglieder und Kontakte auf allen sechs Kontinenten und repräsentiert über 250.000 Tänzer weltweit. Um Wachstum und Fokus auf bestehende interkontinentale Verbindungen und neue Länder zu sichern, hat die IDO Botschafter ernannt, die die IDO Idee und Struktur in ihren Gebieten verbreiten wie u. a.
- Asien / Asia-Pacific – Michael Wendt, Deutschland
- Amerika – Bonnie Dyer, Kanada

und Gebietsrepräsentanten wie z. B.
- Gibraltar, Spanien und Portugal – Seamus Byrne, Gibraltar

## Zugehörigkeit zu Welttanzsport Verbänden
Von 1991 bis 2013, gehörte die IDO dem World Dance Council (WDC) in London an. Von 2006 bis 2012 war die IDO ebenfalls der International DanceSport Federation (IDSF) angegliedert. Dies ermöglichte der IDO, dass die durch Meisterschaften erteilten Titel offiziell anerkannt waren. Als der IDSF seinen Namen in World Dance Sport Federation (WDSF) änderte, beschloss die IDO, die bisherige Zugehörigkeit nicht zu erneuern und sich damit ihre Unabhängigkeit zu bewahren. 2013 arbeitete die IDO zum ersten Mal mit der World DanceSport Federation zusammen. Der Welttanzsport-Verband (WDSF) ist Mitglied des SportAccord und vom Internationalen Olympischen Komitee (International Olympic Committee – IOC) anerkannt. Gemeinsam organisierten die beiden Verbände ihre Tänzer, um an den World Games 2013 in Cali, Kolumbien, und an den Hip Hop & Caribbean Dances auf den World Dance Sport Games in Kaohsiung, Taiwan, teilzunehmen.
Außerdem ist die IDO u. a. Mitglied in der TAFISA (The Association Of International Sport for All).
Neben der Arbeit mit Meisterschaften und Festivals hat die IDO eine Hall of Fame eingerichtet. In der Hall auf Fame werden Größen der Tanzwelt, Tänzer und Tanzenthusiasten geehrt, die bedeutende Beiträge zur Tanzwelt der IDO geleistet haben.
Die IDO befolgt die Antidoping-Anforderungen.

## Tanz Disziplinen und Meisterschaften
Jedes Jahr organisiert die IDO Welt-, Kontinental- und Regionalmeisterschaften und -Cups in den IDO Tanzdisziplinen.

### Alterseinteilungen
- Mini Kids
- Kinder
- Junioren (1 u.2)
- Erwachsene
- Erwachsene 2
- Senioren

### Kategorien
- Solo Frauen
- Solo Männer
- Duo
- Paare
- Trio (nur Stepptanz)
- Gruppen/Teams (3–7 Tänzer)
- Formationen (8–24 Tänzer)

### Tanzstile
Performing Arts Disciplines
- Acrobatic Dance
- Ballett
- Bauchtanz/Oriental
- Bollywood
- Flamenco
- Volkstanz Show & Volkstanzfestivals
- Jazz Tanz
- Modern und Contemporary Dance
- Performing Arts Improvisation
- Show Dance
- Stepptanz
- Productions

Street Dance Disciplines
- Breaking/Breakdance
- Popping
- Hip Hop
- Hip Hop Battles
- Disco Dance
- Disco Dance Freestyle
- Street Dance Show
- Techno
- Productions

Couple Dance Disciplines
- Argentine Tango (Tango, Milonga, Tango Vals and Tango Escenario)
- Bachata
- Caribbean Dances (Salsa, Merengue, Bachata)
- Paartanz Formationen
- Paartanz Teams
- Disco Hustle/Disco-Swing/Disco-Fox
- Jitterbug
- Latin Show
- Latin Style
- Caribbean Show
- Merengue
- Salsa
- Salsa Rueda de Casino
- Salsa Solo/Duo
- Synchro Dance
- West Coast Swing
- Productions